# Kverkfjöll
El Kverkfjöll es un volcán activo islandés situado en el límite del glaciar Vatnajökull. Presenta una altitud de 1 764 m s. n. m. y sobre él se encuentra el glaciar Kverkjökull que se funde cuando entra en erupción. Bajo las montañas hay una gran cámara de magma caliente que ha formado unas cuevas glaciares. Actualmente, no pueden ser visitadas por el riesgo de colapso, lo cual está señalizado en el aparcamiento del glacial.
|                 |
| Cueva de hielo. |

|                                   |
| Señal de aviso en varios idiomas. |